# Proagosternus antanala
Proagosternus antanala är en skalbaggsart som beskrevs av Künckel 1887. Proagosternus antanala ingår i släktet Proagosternus och familjen Melolonthidae. Inga underarter finns listade i Catalogue of Life.